# Gynopterus sexpunctatus
Gynopterus sexpunctatus là một loài bọ cánh cứng trong họ Ptinidae. Loài này được Panzer miêu tả khoa học năm 1789.